# Andy Rouse
Pour les articles homonymes, voir Rouse.
Andy Rouse, né le 2 décembre 1947 à Dymock (Gloucestershire), est un pilote automobile anglais, qui a piloté de nombreuses années en BTCC, remportant le championnat en 1975, 1983, 1984 et 1985, un record, et obtenant aussi le plus grand nombre de victoires dans ce championnat : 60 au total.